# Alberto Eiraldi
Alberto Eiraldi, vollständiger Name Alberto Eiraldi Sellanes, (* 2. Januar 1991 in Montevideo) ist ein uruguayischer Fußballspieler.

## Karriere
Der je nach Quellenlage 1,82 Meter oder 1,87 Meter große Torhüter Eiraldi stand mindestens seit der Apertura 2013 im Kader von Miramar Misiones. In der Spielzeit 2013/14 sind dort für ihn sieben Einsätze in der Primera División verzeichnet. Am Saisonende belegte er mit seinem Team in der Jahresgesamttabelle den 16. Platz. Dies bedeutete den Abstieg in die Segunda División. Dort lief er in der Saison 2015/16 in elf Zweitligaspielen auf. Anfang September 2015 wechselte er innerhalb der Liga zu Central Español. In der Spielzeit 2015/16 kam er in neun Ligapartien zum Einsatz. Mitte Juli 2016 schloss er sich dem Erstligisten Liverpool Montevideo an. Nach lediglich einem Erstligaeinsatz für die Montevideaner in der Saison 2016 setzte er seine Karriere ab Mitte Februar 2017 beim Club Atlético Progreso fort. Auch dort wurde er lediglich in einem Zweitligaspiel berücksichtigt. In der zweiten Julihälfte 2017 verpflichtete ihn Deportivo Suchitepéquez. Für den guatemaltekischen Verein absolvierte er bislang (Stand: 26. August 2017) eine Ligapartie.